# 施魏策爾·米克洛什數學競賽
施魏策爾·米克洛什數學競賽是匈牙利一年一度的大學本科生數學競賽，從1949年起舉行。
與其他數學競賽相比，這個數學競賽獨特在其高水平。題目由著名的匈牙利數學家擬定，富挑戰性，解題者需深入理解題目所代表的各領域。比賽為開書試，參賽者共有十天時間解答。